# Киркань
Киркань (рум. Chircani) — село в Кагульском районе Молдавии. Наряду с селом Кукоара входит в состав коммуны Кукоара.

## География
Село расположено на высоте 82 метров над уровнем моря.

## Население
По данным переписи населения 2004 года, в селе Киркань проживает 768 человек (365 мужчин, 403 женщины).
Этнический состав села:
| Национальность | Число жителей | Процентный состав |
| -------------- | ------------- | ----------------- |
| молдаване      | 734           | 95.57             |
| румыны         | 16            | 2.08              |
| русские        | 8             | 1.04              |
| болгары        | 5             | 0.65              |
| украинцы       | 2             | 0.26              |
| гагаузы        | 2             | 0.26              |
| прочие         | 1             | 0.13              |
| Всего          | 768           | 100%              |